# Chthonius dubius
Chthonius dubius är en spindeldjursart som beskrevs av Volker Mahnert 1993. Chthonius dubius ingår i släktet Chthonius och familjen käkklokrypare. Inga underarter finns listade i Catalogue of Life.